# Allium macropetalum
Allium macropetalum là một loài thực vật có hoa trong họ Amaryllidaceae. Loài này được Rydb. mô tả khoa học đầu tiên năm 1904.